# Facebook Platform
Facebook Platform или Платформата Facebook представлява набор от API и инструменти, които позволяват на външни разработчици да взаимодействат с Отворения граф („open graph“) – било чрез приложения във Facebook.com или външни сайтове и устройства. Платформата е стартирана на 24 май 2007 и въпреки че първоначално прави възможно разработките само във Facebook.com, скоро започва да поддържа интеграции от уеб и устройства.
Статистики за Facebook Platform от месец май 2010:
- Повече от 1 милион разработчици и предприемачи от над 180 страни
- Повече от 550 000 активни приложения във Facebook Platform
- Повече от 70% от потребителите на Facebook използват приложения от Платформата всеки месец
- Повече от 250 000 сайта са интегрирали Facebook Platform
- Повече от 100 милиона потребители на Facebook взаимодействат с Facebook на външни сайтове всеки месец

На 29 август 2007 Facebook прави промяна в начина, по който се определя популярността на приложенията, за да се обърне внимание на най-използваните приложения. Това довежда до критики, че подреждането на приложенията само по броя на потребителите, които ги използват, дава предимство на придобили популярност приложения, които са всъщност безполезни.
Блогът Valleywag критикува Facebook приложенията, като ги нарича „изобилие от безполезност“. Others have called for limiting third-party applications so the Facebook „user experience“ is not degraded.
Станфордският университет въвежда клас през есента на 2007, озаглавен, Компютърни науки (CS) 377W: „Create Engaging Web Applications Using Metrics and Learning on Facebook“. Много от приложенията, създадени от класа, са крайно успешни и се нареждат сред най-успешните приложения във Facebook, като някои имат над 3,5 милиона потребители за месец.

## История
Facebook стартира Facebook Platform на 24 май 2007, като предоставя платформа, за която софтуерните разработчици да създават приложения, които взаимодействат с основните възможности на Facebook. Едновременно с това е въведен в употреба и маркерният език Facebook Markup Language; той се използва, за да се променя обликът на приложенията, които разработчиците създават. С помощта на Платформата, Facebook стартира няколко нови приложения, сред които Подаръци (Gifts), което позволява на потребителите да си изпращат виртуални подаръци; Пазар (Marketplace), чрез който потребителите могат да публикуват свои обяви и реклами; Събития (Events), което предоставя възможност потребителите да информират близките и приятелите си за предстоящи събития и Видео (Video), чрез което потребителите могат да споделят свои видеофайлове.
Сред създадените върху Платформата приложения е и приложението шах, което позволява на потребителите да играят шах с техните приятели. В подобни игри потребителските ходове и действия се съхраняват на сайта, което позволява следващият ход да бъде направен по всяко време, вместо непосредствено след предхождащия го ход.
До 3 ноември 2007 са създадени 7000 приложения, а след това всеки ден се добавят по нови 1000. До втората конференция f8 за разработчици на 23 юли 2008, броят на приложенията е 33 000, и броят на регистрираните разработчици надхвърля 400 хиляди.
Няколко месеца след стартирането на Facebook Platform заопчват да се срещат първите проблеми, свързани със спам приложения за Facebook, които изпращат „спам“ на потребителите с покана да бъдат инсталирани.
На Е3 на 1 юни 2009 е обявена интеграция на Facebook за Xbox 360 и Nintendo DSi. На 18 ноември 2009 Sony обявяват интеграция с Facebook, за да предоставят първа фаза от разнообразие от нови възможности за по-нататъшно свързване и онлайн социални преживявания за PlayStation 3. на 2 февруари 2010 Facebook обявява излизането на HipHop for PHP като проект с отворен код.

## Основни компоненти на платформата

### Graph API
Graph API (Граф API) е ядрото на Facebook Platform и позволява на разработчиците да четат и записват данни във Facebook. API-то предоставя обикновен и консистентен изглед на социалния граф, представящ унифицирано обектите (напр. хора, снимки, събития и страници) и връзките между тях (напр. приятелства, харесвания и отбелязвания на снимки).

### Authentication
Facebook authentication позволява на разработените външни приложения да взаимодействат с Graph API от името на потребителите на Facebook и предлага единен механизъм за влизане във Facebook през уеб, мобилни или настолни приложения.

### Социални приставки
Социалните приставки (Social plugins) включват бутона Харесва ми (Like Button), Препоръчано и Activity Feed – позволяват на разработчиците да предоставят на своите потребители социално преживяване от Facebook с вмъкването на няколко реда HTML код. Всички социални приставки са разширения за Facebook и са специално разработени да не споделят потребителски данни със сайтовете, в които са разположени.

### Протоколът Open Graph
Протоколът Open Graph (Отворен граф) позволява на разработчиците да интегрират техните страници в социалния граф. Тези страници придобиват по този начин функционалности на други обекти от графа, в т.ч. профилните препратки и потока с обновявания за свързаните потребители. Последствията, които Open Graph може да окаже на мрежата като цяло, са върху идеята за търсещите машини (търсачки) и начинът им на работа. Въпреки че Google привлича повече трафик от всеки друг сайт, Facebook го следва много близо. Дори и без своя вътрешна система за търсене, Facebook привлича повече трафик за някои търсения, особено социални, отколкото Google. А при свързване на Facebook с останалия уеб, Open Graph създава във Facebook своя собствена обширна и силно интерактивна версия на търсеща машина. Важно е да се отбележи, че Google все още играе значителна роля в нишата и дори Facebook да задмине Google, Google ще продължи да to привлича достатъчно трафик, за да е сериозен фактор в онлайн света.

### Facebook Markup Language
Facebook Markup Language („FBML“), маркерен език на Facebook е вариант на HTML, от който са премахнати някои елементи. Той позволява на разработчиците на приложения за Facebook да настройват до определена степен облика на своите приложения. Представлява спецификация за това как да се кодира съдържание, така че сървърите на Facebook да могат да го четат и публикуват, което е необходимо за специфичните за Facebook емисии, така че системата на Facebook може правилно да анализира съдържанието и да го публикува, както е посочено. FBML, подаден от кое да е от приложенията, се кешира от Facebook, докато не бъде подадена нова заявка през API, с която да се актуализира. Facebook предлага и специализиран Facebook Javascript (FBJS) и библиотека.
В края на 2010 Facebook спира да приема нови FBML приложения, но продължава да поддържа вече създадените FBML табове и приложения. Facebook препоръчва използването на iframes за разработването на нови приложения.

### Facebook Connect
Facebook Connect (познат и като Facebook Свързване) е набор от API от Facebook, които позволяват на потребителите на Facebook да се идентифицират пред външни (на Facebook) сайтове, приложения, мобилни устройства и игрални системи чрез самоличността си (регистрацията) от Facebook. Докато са влезли в системата, потребителите могат да се свързват с приятелите си чрез тези медии и да публикуват информация и обновявания в своя профил във Facebook. Разработчиците могат да използват тези услуги, за да помагат потребителите си да се свързват и споделят с техните приятели от Facebook във и извън него и да увеличат използването на техния сайт или приложение.
Въпреки че е обявен през юли, по време на F8 (конференцията за разработчици на Facebook), Facebook Connect става достъпен за широко ползване през декември 2008. Според статия в The New York Times, „някои споделят, че тези услуги представляват изненадващ нов начин на мислене в Силициевата долина. Вместо да се опитват да трупат информация за своите потребители, онлайн фирмите (в т.ч. Facebook, Google, MySpace и Twitter) поне споделят някакви данни, така че хората да не се налага да въвеждат една и съща информация отново и отново на различни сайтове.“
След стартирането на Facebook Connect компанията пуска в употреба няколко допълнителни свързани услуги, като Translations for Connect (Преводи за Facebook Свързване), Facebook Connect Wizard (Съветник за Facebook Свързване) и Facebook Connect за мобилен уеб.
Facebook Connect не може да се използва от потребителите на места, които нямат достъп до Facebook (напр. Китай), независимо дали външният сайт е достъпен от това място.